# Großer Kamm-Täubling
Der Große Kamm-Täubling (Russula sororia) ist eine Pilzart aus der Familie der Täublingsverwandten. Der mittelgroße Täubling hat einen gräulich-braunen Hut, der am Rand deutlich gerieft ist und bei feuchter Witterung sehr schmierig wird. Sein Fleisch schmeckt nach einer Weile deutlich scharf. Der seltene Pilz wächst häufig unter Eichen auf mehr oder weniger sauren, lehmigen Böden.

## Merkmale

### Makroskopische Merkmale
Der 5–12 cm breite, schnell niedergedrückte Hut ist oft genabelt und im Alter mitunter trichterförmig vertieft. Er ist bräunlich-grau, umbra- oder bisterfarben. Zur Mitte hin ist er oft rein braun oder rötlich braun und meist dunkler gefärbt; zum Rand hin blasst er bisweilen fast gräulich aus. Der Hutrand ist schon bald auf etwa 2 cm Länge höckerig gerieft. Die Huthaut ist bei Feuchtigkeit deutlich schmierig und kann am Rand bei Trockenheit rissig einreißen. Sie lässt sich etwa bis zur Hälfte abziehen.
Die blass cremefarben und später häufig rostfleckigen Lamellen sind oft gegabelt und nur selten untermischt. Sie sind in der Mitte am breitesten (ca. 8 mm) und oft queradrig (anastomosierend) verbunden. Am Stiel sind sie häufig gegabelt und gerundet- oder verschmälert-angewachsen oder fast frei. Sie stehen gedrängt bis fast entfernt. Das Sporenpulver ist cremefarben (IIb–IIc nach Romagnesi).
Der 4–6 (–7) cm lange und 1–2,5 cm breite Stiel ist anfangs weiß und später oft grau bis schmutzig braun gefleckt. Er kann bauchig, zylindrisch oder zur Basis hin verjüngt sein. Er ist voll und ziemlich fest, dann mehr schwammig und hat dann im Längsschnitt 1–4 rautenförmige Kammern.
Das anfangs feste und später brüchige Fleisch ist weiß und unter der Huthaut grau. Im Alter kann es schmutzig rotbraun fleckig werden. Es schmeckt zuerst mild und nach ein paar Sekunden mehr oder weniger brennend scharf. Der Geruch kann unangenehm spermatisch, rahmkäseartig aber auch leicht fruchtartig sein. Mit Eisensulfat verfärbt sich das Fleisch grau-gelblich bis schmutzig rosa, mit Guajak reagiert es nur schwach und langsam.

### Mikroskopische Merkmale
Die 6–8,2 µm langen und 5,7–7,2 µm breiten Sporen sind fast kugelig. Das Sporenornament besteht aus bis zu 0,4 µm hohen, isolierten oder unregelmäßig verbundenen Warzen.
Die Basidien sind 40–60 µm lang und 9–11 µm breit und tragen je vier Sterigmen. Die 69–125 µm langen und 8–10 µm breiten Pleurozystiden sind mehr oder weniger bauchig und oben oft kopfig eingeschnürt. Häufig sind sie auch appendikuliert, das heißt, sie tragen an ihrer Spitze einen kleinen Fortsatz. In Sulfovanillin färben sie sich mehr oder weniger blau an.

## Artabgrenzung
Die Arten der Untersektion Pectinatinae sind oft nur schwer zu unterscheiden. Besonders ähnlich sind der Schärfliche Kamm-Täubling (R. pectinata) und der Braune Camembert-Täubling (R. amoenolens). Der Schärfliche Kamm-Täubling hat einen mehr gelbbraun gefärbten Hut und der Braune Camembert-Täubling ist meist deutlich kleiner. Sein Fleisch wird auch im Alter nicht rotbraun-fleckig. Eine sichere Unterscheidung ist aber nur mit dem Mikroskop möglich. Der Braune Camembert-Täubling hat deutlich elliptische Sporen und ein dornig-warziges, fast doppelt so hohes Sporenornament. Alle anderen Arten aus der Untersektion schmecken mehr oder weniger mild.

## Ökologie
Der Große Kamm-Täubling ist wie alle Täublinge ein Mykorrhizapilz, der bevorzugt mit Eichen, gelegentlich aber auch mit Rotbuchen eine Partnerschaft eingehen kann. Man findet den Pilz daher in
Hainbuchen-Eichenwäldern, aber auch in Hartholzauen, an Waldrändern und in Parkanlagen. Der Pilz mag frische bis feuchte, lehmig bis tonige, nährstoffarme Böden, mit einem leicht saurem bis neutralen pH-Wert. Die Fruchtkörper erscheinen von Ende Juni bis Ende August.

## Verbreitung

Europäische Länder mit Fundnachweisen des Großen Kamm-Täublings.
Legende:
Länder mit Fundmeldungen
Länder ohne Nachweise
keine Daten
außereuropäische Länder

Der Große Kamm-Täubling ist eine holarktische Art, die in Nordasien (Korea, Japan), Nordafrika (Marokko, Algerien), Nordamerika und Europa verbreitet ist. In Europa ist der Täubling im Süden von Spanien bis nach Rumänien verbreitet und im Westen von Frankreich bis nach Großbritannien (nordwärts bis zu den Hebriden). Er kommt wohl in ganz Mitteleuropa vor. Im Norden erstreckt sich sein Verbreitungsgebiet bis nach Südskandinavien.
In Deutschland ist der recht seltene Täubling von der dänischen Grenze und den Meeresküsten bis zum Bodensee zerstreut verbreitet. Er kommt vom Flachland bis in das niedere Bergland vor und es gibt keine Anzeichen für eine regionale Verdichtung. Allerdings scheint er in Norddeutschland etwas häufiger zu sein als im Süden.

## Systematik
Die Arten der Untersektion Pectinatinae sind sich alle sehr ähnlich und können oft nicht leicht unterschieden werden, daher verwundert es nicht, dass die Art als Varietät anderen Arten zu geordnet wurde. Zum ersten Mal wurde sie von Fries 1938 als Russula consobrina var. sororia beschrieben. 1891 beschrieb sie Romell dann als eigenständige Art. Andere synonyme Namen sind: Russula livescens var. sororia (Fr.) Quél. 1888 und Russula pectinata var. sororia (Fr.) Maire 1937. Nach der Auffassung von J. Schaffer bezieht sich Russula sororia auf Russula amoenolens.

### Infragenerische Systematik
Der Große Kamm-Täubling wird von Bon in die Untersektion Pectinatinae innerhalb der Sektion Ingratae gestellt. Es handelt sich um mittelgroße bis kleinere Arten mit einem gelbbraunen bis dunkel graubraunen Hut, der mitunter auch schmutzig weißlich bis blass gräulich sein kann. Wie beim Schwestertaxon Foetentinae ist der Hutrand mehr oder weniger höckrig gerieft und der Stiel mehr oder weniger kavernös (hohlkammrig). Der Geruch kann schwach fruchtig, unangenehm spermatisch oder käseartig sein. Die Sporen tragen mehr oder weniger niedrige Warzen oder Rippen. Die Pileozystiden sind kurz und konisch, und das Pigment liegt vakuolär vor.

## Bedeutung
Der scharf schmeckende Große Kamm-Täubling gilt als ungenießbar.